# 9 Aurigae
Désignations
9 Aurigae (en abrégé 9 Aur) est une étoile multiple de la constellation boréale du Cocher. Sa magnitude apparente est d'environ 5, ce qui la rend visible à l'œil nu dans la plupart des ciels de banlieue. D'après la mesure de sa parallaxe annuelle par le satellite Gaia, le système est situé à ∼ 88 a.l. (∼ 27 pc) de la Terre,.

## Description
9 Aurigae est un système d'étoiles quadruple, composé de deux paires d'étoiles désignées AB et Ca/Cb.

### 9 Aurigae A et B
Sa composante primaire, 9 Aurigae A, est une étoile jaune-blanc de la séquence principale de type spectral F2V. C'est une variable de type Gamma Doradus bien étudiée et elle est l'une des premières à avoir été classée en tant que telle. Ce type d'étoiles voient leur luminosité varier en raison de pulsation non-radiales. Sa magnitude apparente varie entre 4,93 et 5,03 selon une période de 1,258 jour. Pour cette raison elle s'est vu attribuer la désignation d'étoile variable de V398 Aurigae.
L'étoile a également été répertoriée comme une binaire spectroscopique à raies simples par Abt (1965) avec une période orbitale donnée de 391,7 jours, mais cette orbite n'a pas être confirmée par la suite, et il n'y a en réalité aucun signe de la présence d'un compagnon très proche,. L'étoile présente bien des variations dans sa vitesse radiale, mais elles sont expliquées par des pulsations stellaires.
9 Aurigae A est près de deux fois plus massive que le Soleil. Son rayon est 1,56 fois plus grand que le rayon solaire, elle est 6,07 fois plus lumineuse que le Soleil et sa température de surface est de 7 023 K. Son compagnon le plus proche, 9 Aurigae B, est une naine rouge de 12e magnitude distante de cinq secondes d'arc. Sa masse vaut la moitié de celle du Soleil.

### 9 Aurigae C
Désignations
À environ 90,5 secondes d'arc de 9 Aurigae A se situe la composante de 9e magnitude 9 Aurigae C. Elle est elle-même une étoile binaire dont les deux étoiles, Ca et Cb, sont séparées de 2,3 secondes d'arc. Ca est une naine orange de type spectral K5Ve et de magnitude apparente 9,49. Sa masse et son rayon valent 75 % et 76 % ceux du Soleil, respectivement, tandis que sa luminosité n'est que de 16 % celle du Soleil et que sa température de surface est de 4 633 K. Cb est une faible étoile de 14e magnitude, nommée par erreur « 9 Aur D » sur la base de données SIMBAD.

### Compagnons optiques
Il existe deux autres compagnons recensés dans les catalogues d'étoiles doubles et multiples, désignés D et E, qui apparaissent être tous deux des doubles purement optiques. D est probablement une géante rouge de type K beaucoup plus lointaine, tandis que E est une autre étoile lointaine,